# Mainbrücke Gemünden
Die Mainbrücke Gemünden ist eine Straßenbrücke in Gemünden am Main, die bei Flusskilometer 211,06 den Main überspannt. Sie führt die Kreisstraße MSP 20 über die Bundesstraße 28, die jeweils zweigleisigen Bahnstrecken Flieden–Gemünden und Würzburg–Aschaffenburg, die Mündung der Fränkischen Saale und den Main. Das Bauwerk besitzt zwei Fahrstreifen sowie auf der Westseite einen Geh- und Radweg.

## Geschichte
Die Planung einer Mainbrücke in Gemünden begann im Jahr 1969. Die linksmainischen Orte Harrbach, Kleinwernfeld, Massenbuch und Hofstetten, die Anfang der 1970er Jahre eingemeindet wurden, sollten ohne Benutzung einer von drei Fährverbindungen oder ohne großen Umweg über Lohr am Main oder Karlstadt zum rechtsmainischen Stadtzentrum fahren können.
Das Bauwerk, eine elffeldrige Spannbetonbrücke, bestehend aus einer Rampenbrücke, der Strombrücke und der linksmainischen Vorlandbrücke, entstand von 1971 bis 1974. Die Strombrücke war im Freivorbau als längs und quer vorgespannter, gevouteter Hohlkasten errichtet worden. Die Übergabe an den Verkehr war am 9. September 1974. Die Baukosten lagen bei 15,4 Millionen Deutsche Mark.
Gemäß Planungen aus dem Anfang der 2010er Jahre sollte als vorgezogene Maßnahme für eine zukünftige Ortsumgehung die Mainbrücke besser mit der Bundesstraße 26 verbunden werden. Dazu musste die Linienführung der Straße über den Main geändert und der Brückenabschnitt in Gemünden durch ein neutrassiertes Bauwerk ersetzt werden. Die Strombrücke über den Main konnte bleiben, sie sollte nur verbreitert werden. Zunächst wurde deren Ertüchtigung vorgesehen. Allerdings zeigten umfangreiche Untersuchungen an dem Bauwerk im Jahr 2015 größere Schäden. Der Bauwerkszustand wurde in einem Prüfbericht als kritisch bezeichnet. Daher kam an Stelle einer Ertüchtigung des Bestandes ein Ersatzneubau der Strom- und linksmainischen Vorlandbrücke mit Beibehaltung der Pfeiler und der Gründung zur Ausführung. Der Baubeginn war im Februar 2018 und die Verkehrsfreigabe am 31. Oktober 2018. Zusammen mit ergänzenden Baumaßnahmen im Umfeld betrugen die Baukosten rund 30 Millionen Euro.

## Konstruktion
Die 312 m lange Strombrücke hat sechs Felder ist eine Kombination aus Spannbeton- und Stahlverbundbrücke. Sie besteht in den beiden Vorlandbereichen aus einem zweistegigen Spannbetonplattenbalken mit veränderlicher Bauhöhe, in der Hauptöffnung und den zugehörigen Seitenfeldern aus einem einzelligen, gevouteten Stahlverbundhohlkasten, der monolithisch mit den anschließenden Spannbetonabschnitten verbunden ist. Die Stahlverbundkonstruktion ist leichter als die ursprüngliche Spannbetonbrücke. Die Stützweiten der einzelnen Öffnungen betragen von Nord nach Süd 34,09 m, 47,30 m, 110,09 m, 50,95 m, 37,95 m und 32,00 m.
Die sechsfeldrige, 163 m lange Rampenbrücke, die unter anderem vier Bahngleise überspannt, ist im Grundriss gekrümmt. Die Spannbetonbalkenbrücke mit konstanter Bauhöhe hat einen zweistegigen Plattenbalkenquerschnitt. Die Stützweiten des Durchlaufträgers betragen 18,00 m, 27,00 m, 27,00 m, 29,00 m, 33,00 m und 29,00 m.

## Bauablauf
Die alten Spannbetonbrücken wurden mit Baggern abgebrochen. Zum Abbruch des Brückenabschnittes über den elektrifizierten Bahngleisen wurde dieser mit hydraulischen Pressen um ca. 1,50 m angehoben und anschließend ein Stahlschutzgerüst darunter geschoben. Die Spannbetonbrücken wurden auf stationären Traggerüsten hergestellt. Über den Bahngleisen erfolgte dies in überhöhter Lage. In einer Sperrpause wurde die Brücke abgesenkt.
Der Stahlhohlkasten der Strombrücke wurde am linksmainischen Ufer in der ganzen Länge von rund 185 m parallel zur Endlage zusammengebaut. Bei der Montage wurde er um 8 m angehoben und mit zwei mit selbstangetriebenen Modulfahrzeugen sowie einem Ponton längs eingeschwommen, querverschoben und auf die Strompfeiler abgesetzt.